# Đồng tử
Đồng tử hay con ngươi là một lỗ nằm ở trung tâm của mống mắt cho phép ánh sáng đi qua và đi đến võng mạc. Nó nhìn có màu đen vì ánh sáng đi qua hoặc đã bị hấp thụ trực tiếp bởi các mô bên trong mắt hoặc hấp thụ sau khi bị phản xạ khuếch tán bên trong mắt và không thoát ra được qua đồng tử hẹp.
Ở người, đồng tử có hình tròn, nhưng ở một số loài khác, như mèo (ban đêm đồng tử của mèo thường nở to thành hình tròn lớn để hấp thụ được nhiều ánh sáng hơn), có hình khe dọc, ở dê đồng tử nằm ngang, và ở một số loài cá trê đồng tử có hình khuyên. Đồng tử thường được coi là lỗ khẩu, còn mống mắt được coi là khẩu.

## Cấu trúc
Đồng tử là một lỗ nằm ở trung tâm của mống mắt cho phép ánh sáng đi qua và đi đến võng mạc. Nó nhìn có màu đen vì ánh sáng đi qua hoặc đã bị hấp thụ trực tiếp bởi các mô bên trong mắt hoặc hấp thụ sau khi bị phản xạ khuếch tán bên trong mắt và không thoát ra được qua đồng tử hẹp.

## Chức năng
Mống mắt là một cấu trúc co giãn được, được cấu tạo từ phần lớn là cơ trơn, bao quanh đồng tử. Ánh sáng đi vào trong mắt thông qua đồng tử, và mống mắt điều chỉnh lượng ánh sáng đi vào bằng cách điều chỉnh kích cỡ của đồng tử.

### Ảnh hưởng của ánh sáng
Lượng ánh sáng đến mắt càng nhiều thì đồng tử càng khép và ngược lại, lượng ánh sáng đến mắt càng ít thì đồng tử càng mở to. Khi khép lại, kích cỡ đồng từ vào khoảng từ 2 đến 4 mm. Ở trong điều kiện thiếu sáng, ban đầu đồng tử sẽ không thay đổi gì nhiều, nhưng càng về sau đồng tử sẽ đạt đến kích thước cực đại của nó. Ở độ tuổi 15, đồng tử sẽ đạt kích cỡ to nhất vào khoảng từ 3 đến 8 mm. Kích thước cực đại của đồng tử còn phụ thuộc vào từng nhóm người, có thể lên tới từ 4 đến 9 mm. Sau độ tuổi 25, kích thước trung bình của đồng tử bắt đầu giảm xuống, tuy nhiên không phải giảm ở một tỷ lệ cố định. Ở trạng thái này đồng tử không giữ nguyên, mà nó sẽ dao động co ra bóp lại nhẹ nhàng. Ở điều kiện thừa sáng, đồng tử sẽ co lại để ngăn những ánh sáng không cần thiết lọt vào trong mắt và tăng độ sắc nét cho hình ảnh nhận được;trong bóng tối thì không cần thiết, nên nó sẽ mở to ra để tăng lượng ánh sáng đi vào trong mắt.
Khi ánh sáng cường độ lớn chiếu vào mắt, các tế bào nhạy sáng ở võng mạc, bao gồm những tế bào cảm sáng que và nón và tế bào hạch võng mạc, sẽ gửi tín hiệu đến thần kinh vận nhãn, chính xác là phần hệ thần kinh đối giao cảm từ hạch Edinger-Westphal, điều khiển phần cơ ở mống mắt. Khi cơ này co lại, nó làm giảm kích cỡ của đồng tử. Đây là phản xạ của đồng tử với ánh sáng, một bài kiểm tra chấn thương thân não quan trọng.